# 包青天 (2009年電視劇)
《包青天》是一部由上海飞迈影视制作有限公司在2008年製作的電視劇，為2007年上映的電視劇《包青天之白玉堂傳奇》的姊妹篇，在上海的播出期間為2009年7月22日至8月6日；因由台湾中华电视公司（華視）1993年播出的电视剧《包青天》的原班人马出演，故又称“《包青天》2009版”以作区别。全劇以單元劇的方式呈現，總集數為61集，但上海首播时缩减至47集。台灣首播權由愛爾達電視取得，2010年4月7日起在中華電信MOD愛爾達綜合台首播；而香港則在高清翡翠台播映。

## 演員

### 主要角色
| 演員   | 角色   | 介紹 | 粤语配音 |
| 金超群 | 包 拯  | 劇中的主角，開封府尹，安徽合肥人。传说他是文曲星的轉世，額頭有一輪新月，面如黑炭，日能斷陽，夜能審陰，人們稱他為「包青天」。擁有皇上御賜的「龍頭鍘」、「虎頭鍘」、「狗頭鍘」，龍頭鍘（即火龍鍘）專斬觸犯國法的皇親國戚，虎頭鍘專斬欺壓其他百姓、貪贓枉法的文武百官，狗頭鍘（即犬頭鍘）專斬罪大惡極和欺詐其他百姓的刁民惡霸，三口铡刀均有先斩后奏之权。 | 譚炳文   |
| 何家勁 | 展 昭  | 《三俠五義》中的「南俠」，御前四品帶刀護衛，曾被宋仁宗封為「御貓」。 | 蘇強文   |
| 范鴻軒 | 公孫策 | 本為一名落第書生，略懂醫術，後來投效包拯，成為其不可或缺的左右手。常為包拯出謀劃策，每每都能獻出奇計。 | 張炳強   |
| 丁小龙 | 王 朝  | 開封府名捕 | 馮錦堂   |
| 宫宏佳 | 马 汉  | 開封府名捕 | 黄启昌   |
| 高靖南 | 张 龙  | 開封府名捕 | 李致林   |
| 吴海若 | 赵 虎  | 開封府名捕 | 伍博民   |

### 大宋皇室
| 演員             | 角色   | 暱稱                         | 粤语配音            |
| 高 亮 童年：吴磊 | 宋仁宗 | 趙禎                         | 劉昭文 童年：曾秀清 |
| 龙 隆            | 八賢王 | 趙德芳，史名趙元儼，確有其人 | 盧國權              |
| 邬倩倩           | 李娘娘 | 李宸妃、章懿皇后，確有其人   | 陸惠玲              |
| 劉金全           | 王丞相 | 王延齡                       | 陳曙光              |

## 单元主角

### 第1-12集：打龍袍 ( 又名「貍貓換太子」、「宋宮祕史」、「陳州放糧」 )
| 演員   | 角色   | 暱稱               | 粤语配音 |
| 唐文龙 | 白玉堂 | 錦毛鼠             | 陳欣     |
| 公方明 | 郭 愧  | 後宮總管太監       | 林保全   |
| 許守欽 | 陳 琳  | 真宗時總管太監     | 陳永信   |
| 傅艺伟 | 刘太后 | 章獻皇后，確有其人 | 黃玉娟   |
| 張 雷  | 宋真宗 | 趙恆               | 招世亮   |
| 張 昕  | 卢方   | 鑽天鼠             | 梁志達   |
| 畢瀚文 | 韓彰   | 徹地鼠             | 葉振聲   |
| 石 磊  | 徐慶   | 穿山鼠             | 李錦綸   |
| 畢赫南 | 蒋平   | 翻江鼠             | 陳廷軒   |
| 沈芸舟 | 寇珠   | 宮女               | 張頌欣   |
| 呂 洋  | 龐昱   | 龐太師之子         | 翟耀輝   |
| 唐启荣 | 秦凤   | 冷宫总管           |          |
|        | 余忠   | 秦凤徒弟           | 梁偉德   |

### 第13-24集：白龙驹
| 演員   | 角色   | 暱稱           | 粤语配音 |
| 关礼杰 | 沈让   | 商州軍馬營指揮 | 翟耀輝   |
| 姜华   | 沈蝶   | 沈讓之妹       | 曾秀清   |
| 譚建昌 | 武進   | 沈讓部下       | 朱子聰   |
| 徐鳴   | 李全   | 商州太守       | 招世亮   |
| 耿楠   | 綠珠   | 沈蝶侍女       | 何璐怡   |
| 王進   | 孫強   | 商州軍馬營士兵 | 梁偉德   |
| 高戰   | 歐陽春 | 北俠，馬幫幫主 | 陳永信   |
| 张人桥 | 杨豹   |                |          |
| 龙德   | 杨彪   |                |          |
| 孙乐秋 | 牢头   |                | 陳永信   |

### 第25-35集：通判劫
| 演員   | 角色   | 暱稱/簡介              | 粤语配音 |
| 陈浩民 | 唐真   | 登州通判，是包拯的門生 | 翟耀輝   |
| 郑家榆 | 展云   | 展昭之妹               | 梁少霞   |
| 王正權 | 程元   | 登州知州               |          |
| 周玉來 | 李坤   | 大商賈                 | 招世亮   |
| 國永振 | 刁贊   | 四海錢莊負責人         |          |
| 譚建昌 | 嚴冬   | 江湖刀客               |          |
| 白 雲  | 段五   | 銀勾賭坊負責人         |          |
| 陳旭明 | 唐福   | 唐真管家               |          |
| 周靖皓 | 羽竹   | 唐真書僮               | 曹啟謙   |
| 宋景昌 | 龐太師 | 龐吉，程元舅舅         | 梁志達   |
| 高子芳 | 龐貴妃 | 龐太師之女             | 鄭麗麗   |
| 程 勇  | 朱剛   | 州衙捕頭               | 陳卓智   |
| 惠建国 | 郑宏   | 登州廂軍副指揮         |          |
| 石子良 | 徐谦   | 退休京官               |          |
| 陈亚东 | 胡方   | 登州禁軍指揮           |          |
| 周晓海 | 庞顺   |                        |          |

### 第36-48集：黃金夢
| 演員   | 角色     | 暱稱                                                                                             | 粤语配音 |
| 陈 彦  | 慕容婉儿 | 宮廷司藥女官，公孫策師兄之女                                                                     | 張頌欣   |
| 孙耀威 | 柴 玉    | 柴家王子，意图以金矿充做军费伺机谋反夺回柴家天下，終於受到了國法的制裁，死在開封府的龍頭鍘之下。 | 黄启昌   |
| 張旭廷 | 柴王爺   | 後周世宗柴榮的後代，包拯老友                                                                     | 梁志達   |
| 劉恆宇 | 張       | 青州太守                                                                                         | 潘文柏   |
| 楊 晨  | 田 青    | 冶礦人                                                                                           | 陳廷軒   |
| 毛 堅  | 柴 祿    | 柴家總管                                                                                         | 招世亮   |
| 鞠波   | 范永     | 步軍指揮                                                                                         | 李錦綸   |
| 卢森堡 | 郭北     | 青州捕頭                                                                                         | 葉振聲   |
| 靳程致 | 刘通     | 虎賁營主將                                                                                       | 林保全   |
| 艳普   | 偏将     |                                                                                                  |          |
| 肖华荣 | 老郝     |                                                                                                  |          |
| 肖维国 | 老李     |                                                                                                  |          |
| 成霖   | 小白     |                                                                                                  | 梁偉德   |
| 肖云   | 丁贵     |                                                                                                  | 陳曙光   |
| 周红   | 丁婶     | 因為失去兒子而失心瘋                                                                             | 伍秀霞   |
| 陈晓星 | 林旺     |                                                                                                  | 陳永信   |
| 陈童   | 小宝     | 飲茶店小二                                                                                       | 陳卓智   |

### 第49-61集：鍘美案  ( 又稱「鍘駙馬」、「秦香蓮」 )
| 演員   | 角色     | 暱稱                       | 粤语配音 |
| 王 皓  | 陈世美   | 駙馬爺                     | 雷霆     |
| 陳晴漪 | 秦香蓮   | 陳世美元配                 | 陳凱婷   |
| 姜 華  | 樂平公主 | 陳世美新婚妻               | 曾秀清   |
| 王 頻  | 魏 明    | 駙馬府總管                 | 張錦江   |
| 程 勇  | 韓 琪    | 駙馬府侍衛                 | 林保全   |
| 高 戰  | 歐陽春   | 北俠，馬幫幫主             | 陳永信   |
| 陳 彦  | 白小雙   | 馬幫繼承人，八賢王民間之女 | 張頌欣   |
| 徐婧靈 | 白 翎    | 白小雙之母                 | 黃玉娟   |

## 單元
| 單元                                      | 劇情 |
| 第1-12集：打龙袍（上海首播时缩减至9集）   | 南俠展昭俠肝義膽名震江湖，江湖宵小聞名喪膽，黎民百姓卻敬佩仰慕；開封府府尹包拯為官清正，展昭仗義投身官府協助辦案。仁宗皇帝賜封御前四品帶刀護衛又封御貓稱號。陷空島五鼠不服，錦毛鼠白玉堂進宮盜去仁宗貼身玉佩挑戰展昭，展昭獨闖陷空島以武功氣度懾服五鼠認罪投案。而在包拯奉皇命前往陳州放糧時，意外得知一名瞎婦李氏竟然是當今仁宗皇帝的生母─李辰妃，以及二十年前後宮一場駭人聽聞、匪夷所思的「貍貓換太子」冤案，主謀者竟然是當今太后劉氏和總管太監郭槐，包拯遂將瞎婦李氏帶回開封府，並請皇上的養父八賢王來確認，證實了她就是當年大家以為已死的玉辰宮李辰妃。皇上得知此事後，實在不能相信也不能接受，孝順了十幾年的當今劉太后，竟然是陷害自己生母的仇人，於是特准包拯深入後宮追查這件懸宕二十年之宮闈奇冤。在八賢王、老太監陳琳等關鍵人物的協助之下，方將皇上生母李娘娘的沉冤昭雪，劉太后與總管太監郭槐俯首認罪，包拯將郭槐處死，劉太后自知東窗事發也自縊身亡。之後，皇上親迎生母李娘娘進宮，李娘娘卻要包拯治皇上棄母的不孝之罪，然而自古以來卻從無以臣審君之理，包拯機智以打龍袍替代打君，方才母子團圓，自此李娘娘正式封為太后，入主內宮。 |
| 第13-24集：白龙驹（上海首播时缩减至9集）  | 商州士兵孫強搶奪民財問成死罪，包拯查知孫強竟是一名孝子，大惑不解，決心前往查探究竟。展昭於前往商州途中巧遇盜賊打劫百姓，仗義出手救了沈蝶主婢。包拯查明商州馬軍竟然苛扣軍餉方才導致孫強犯法，于是留在商州深入追查。展昭與沈蝶再度巧遇，卻發現沈蝶身染絕症不久人世，公孫策精通醫道大膽施以剖腹之術將之治愈留在驛館養傷。展昭與沈蝶朝夕相處，情愫日生互許終身，沈蝶之兄商州馬軍指揮沈讓更以白龍神駒相贈作為嫁妝。包拯卻查出沈讓竟因愛馬成癡而不惜貪贓枉法，苛扣軍餉正是因此而起。展昭公私兩難之下斷然依法究辦，沈讓雖然伏法卻讓展昭與沈蝶一對戀人黯然分手，空然留下無限惆悵。 |
| 第25-35集：通判劫（上海首播时缩减至9集）  | 通判一職乃是北宋時期皇帝派駐地方考察監督知州的官吏，與知州平級又稱監州官。登州通判連連無故身亡由朝廷補派，仁宗皇帝極為驚怒，在又一位新任登州通判唐真上任之際，密派包拯一同前往登州協助調查數年來的「通判奇案」。唐真恰巧是包拯的門生，其父唐冀本是監察御使，與包拯同僚。包拯照顧唐真之餘，命展云 ( 展昭堂妹 ) 陪同唐真履新。唐真到任之後，發現登州農民因飢饉而落草為寇，但官員、商人卻酒池肉林，貧富差距如此懸殊，甚是奇怪，經明查暗訪的結果，方知登州知州程元（龐太師龐吉外甥）與富商李坤官商勾結，犯下苛扣米糧囤積居奇、無故查封民宅賤買貴賣圖利等無數貪瀆罪行，此外，李坤更以刁贊負責的四海錢莊作為掩護，進行私造僞幣銅錢的不法勾當，並利用發放廂軍軍餉以及段五負責的銀勾賭坊進行「洗錢」，而歷任通判之死，皆因查獲他們的罪證之後，一一慘遭殺害滅口。這次包拯與唐真聯手出擊，又有退隱官員的暗中協助，再度將李坤的罪證一一揪出，李坤見事迹敗露，殺了自己的左右手刁贊、段五滅口，以免他們供出主謀，但依然被唐真、展昭等人破獲私鑄的假錢和所有貪贓枉法的罪證，最後李坤孤注一擲，唆使手下江湖人嚴冬刺殺包拯，但李坤自己卻萬萬沒想到，嚴冬俠肝義膽，不失江湖義氣，不但沒有刺殺包拯，反而對自己助紂為虐感到恥辱而自刎身亡，李坤孤立無援，只好束手就擒。方才偵破為害朝廷金融財政之重大弊案，更追出無數涉案官員進而端正朝綱。 |
| 第36-48集：黄金梦（上海首播时缩减至10集） | 青州山間一處礦場無數礦工在官兵監管下開採金礦，名為官礦，其實卻是官府盜採，無辜百姓以莫須有之罪名押至此處成為永遠無法離開的奴工。田青本是青州勘礦師（田野）之子，亦為勘礦師，其父在勘察出此礦脈之後便被害身亡，田青在外地勘礦多年後回來後才得知，他也被人蒙住雙眼綁至礦區充任礦工，已達半年之久。田青察覺此礦便是父親三年前勘察到的礦場，覺得事有蹊蹺，為報父仇及為數百無辜礦工伸冤，衆人協助下田青逃出礦區前往開封府擊鼓鳴寃，包拯派展昭先往青州暗查，另因奉皇上之命探望老友柴王爺並為他賀六十大壽，同時代天巡狩亦前往青州。柴王爺本是前朝後周皇室之後，宋太祖趙匡胤陳橋兵變黃袍加身後，特封周帝柴宗訓為鄭王並世襲後代。包拯追查下方知盜採金礦主謀竟是柴王爺之子柴玉，意圖以金礦充做軍費伺機謀反奪回柴家天下。包拯忍痛鍘去柴玉，老友二人不禁噓籲不已。 |
| 第49-61集：铡美案（上海首播时缩减至10集） | 新科狀元陳世美文才人品均獲太後賞識將之招為駙馬，朝野同慶。村婦秦香蓮帶著一對兒女春哥、冬妹卻千裏迢迢來到京城尋夫，原來她竟是陳世美的妻小，途中於山神廟遇見江湖人白小雙，白小雙打算為她出頭殺陳世美但被阻止。八王爺為陳世美繪圖祝賀時，忽然有刺客入府，刺客正是白小雙，展昭幾經追查下，竟然查出白小雙是八王爺的親生女兒，從而勾起二十年前八王爺與江湖的一段恩怨。陳世美見秦香蓮尋夫時竟然不認，將母子三人逐出府去，秦香蓮得展昭之助來到包拯台前具狀申告。包拯心知駙馬棄妻再娶犯下了欺君之罪，又憐惜香蓮母子孤苦無依，有心規勸陳世美認妻安頓。陳世美為絕後患竟派出手下韓琪意圖殺妻滅子，韓琪難耐良心譴責，仗義自刎，留下駙馬府鋼刀為憑盡訴駙馬惡行。包拯大怒，設計驸馬來到開封問罪，公主連忙求助太后，太后立即請皇上下特赦令赦免陳世美。陳世美自恃有太后公主撐腰，而太后公主也適時來到開封府要人，包拯毫不領情，連特赦聖旨到府，也甘冒抗旨之大不諱而掩門不接，情急之際，將駙馬押上龍頭鍘下，先斬後奏。接下來，包拯該面對的，就是太后的斥責，以及如何向皇上交代抗旨不接之罪。 |

## 電視劇歌曲

### 中國內地
| 曲序 | 曲目                 |          | 作曲     | 演唱           |
| ---- | -------------------- | -------- | -------- | -------------- |
| 1.   | 義薄雲天（主题曲）   | 三木單丹 | 三木單丹 | 三木單丹       |
| 2.   | 好心有好報（片尾曲） | 戴超賢   | 三木單丹 | 三木單丹、陳彥 |

### 香港無線電視
| 曲序 | 曲目               |        | 作曲   | 演唱  |
| ---- | ------------------ | ------ | ------ | ----- |
| 1.   | 值得流淚（主题曲） | 張美賢 | 鄧智偉 | 林 峯 |

## 外部連結
| 上海东方电影频道 19点档（19:00-22:00）                   | 上海东方电影频道 19点档（19:00-22:00）                                                                  | 上海东方电影频道 19点档（19:00-22:00）         |
| -------------------------------------------------------- | --- | ---------------------------------------------- |
|                                                          | 包青天 （2009年7月22日 - 2009年8月6日）                                                                 |                                                |
| 伤情 （2009年6月28日 - 20097月21日）                     | 暗香 （2009年8月6日 - ？）                                                                              |                                                |
| 高清翡翠台 香港時間18:00-19:00、23:45-00:45、03:30-04:25 | |                                                |
| 夢想飛行Good Luck （2009年1月21日 - 2009年2月3日）       | 包青天 （2009年2月4日 - 2009年4月29日）                                                                 | 食客 （2009年4月30日 - 2009年6月12日）         |
| 新传媒8频道 星期一至五 16:30-17:30                       | |                                                |
| 家在半山芭 （2010年2月9日 - 2010年3月23日）              | 包青天 （2010年3月24日 - 2010年6月16日）                                                                | 有你终生美丽 （2010年6月17日 - 2010年7月23日） |
| 新传媒8频道 星期一至四 15:30-16:30                       | |                                                |
| 迷图 重播 （2011年12月1日 - 2012年1月4日）               | 包青天之七俠五義 （2012年1月5日 - 2012年3月19日）                                                       | （2012年3月20日 - ）                           |
| 愛爾達綜合台 21:00-22:00                                 | |                                                |
| —                                                        | 包青天 （2010年4月7日 - ？）                                                                            | —                                              |
| 愛爾達綜合台 星期一至星期五 20:00～22:00（二集聯播）     | |                                                |
| 手機 （2011年9月7日 - 2011年9月30日）                    | 包青天之七俠五義 （2011年10月3日 - 2011年10月30日） 包青天之碧血丹心 （2011年11月1日 - 2011年11月28日） | 戀戀阿里山 （2011年11月29日- 2011年12月19日）  |

| 香港 無綫電視翡翠台 星期一至五 10:30-11:30                                           | 香港 無綫電視翡翠台 星期一至五 10:30-11:30    | 香港 無綫電視翡翠台 星期一至五 10:30-11:30      |
| ------------------------------------------------------------------------------------ | --------------------------------------------- | ----------------------------------------------- |
|                                                                                      | 包青天 （2011年10月4日 - 2011年12月21日）     |                                                 |
| 太陽的女兒 (2011年8月26日 - 2011年10月3日)                                           | 包青天（加長版） (2011年12月22日)             |                                                 |
| 香港 無綫電視翡翠台 星期四 10:00-12:40                                               |                                               |                                                 |
| 包青天 (2011年10月4日 - 2011年12月21日) 美麗高解像 (2011年11月24日 - 2011年12月21日) | 包青天（加長版） （2011年12月22日）           | 包青天（大结局） （2011年12月23日）             |
| 香港 無綫電視翡翠台 星期五 10:00-12:40                                               |                                               |                                                 |
| 包青天（加長篇） （2011年12月22日）                                                  | 包青天（加長版）（大结局） （2011年12月23日） | 多啦A夢大電影 大雄與綠之巨人傳 (2011年12月26日) |

| 泰國 MCOT HD 每週一至週四, 期六星期一到星期五 18:05 - 19:00 | 泰國 MCOT HD 每週一至週四, 期六星期一到星期五 18:05 - 19:00                                                     | 泰國 MCOT HD 每週一至週四, 期六星期一到星期五 18:05 - 19:00 |
| ----------------------------------------------------------- | --- | ----------------------------------------------------------- |
|                                                             | 包青天 เป้าบุ้นจิ้น （2020年5月4日 - 2020年7月1日） （2020年9月2日 - 2021年1月1日） （2021年1月1日 - 2021年2月26日） |                                                             |
| -                                                           | 倚天屠龍記 ดาบมังกรหยก （2021年3月1日 - 2020年5月0日）                                                           |                                                             |